# Garcinia bicolorata
Garcinia bicolorata là một loài thực vật có hoa trong họ Bứa. Loài này được Elmer mô tả khoa học đầu tiên năm 1913.